# Сазонов, Яков Григорьевич
Яков Григорьевич Сазонов (1865 — ?) — российский полицейский администратор, подполковник Отдельного корпуса жандармов.
В армии — с 1884 года, служил в офицерских чинах. С 1889 года — в составе Отдельного корпуса жандармов. С 1893 года — в распоряжении московского обер-полицмейстера А. А. Власовского, с 1901 года — в распоряжении градоначальника Санкт-Петербурга Н. В. Клейгельса, в 1901—1903 исполнял обязанности начальника Санкт-Петербургского охранного отделения.
После отставки С. В. Зубатова в августе — октябре 1903 года исполнял обязанности заведующего Особым отделом Департамента полиции. Дальнейшая биография неизвестна.

## В массовой культуре
- Империя под ударом, сериал (2000), исполнитель роли Сазонова — Юрий Орлов.